# Eberswalde (krater marsjański)
Eberswalde – krater uderzeniowy na powierzchni Marsa o średnicy około 62 km.

## Nazwa
Decyzją Międzynarodowej Unii Astronomicznej w 2006 roku został nazwany od miasta Eberswalde w Niemczech.

## Geologia krateru

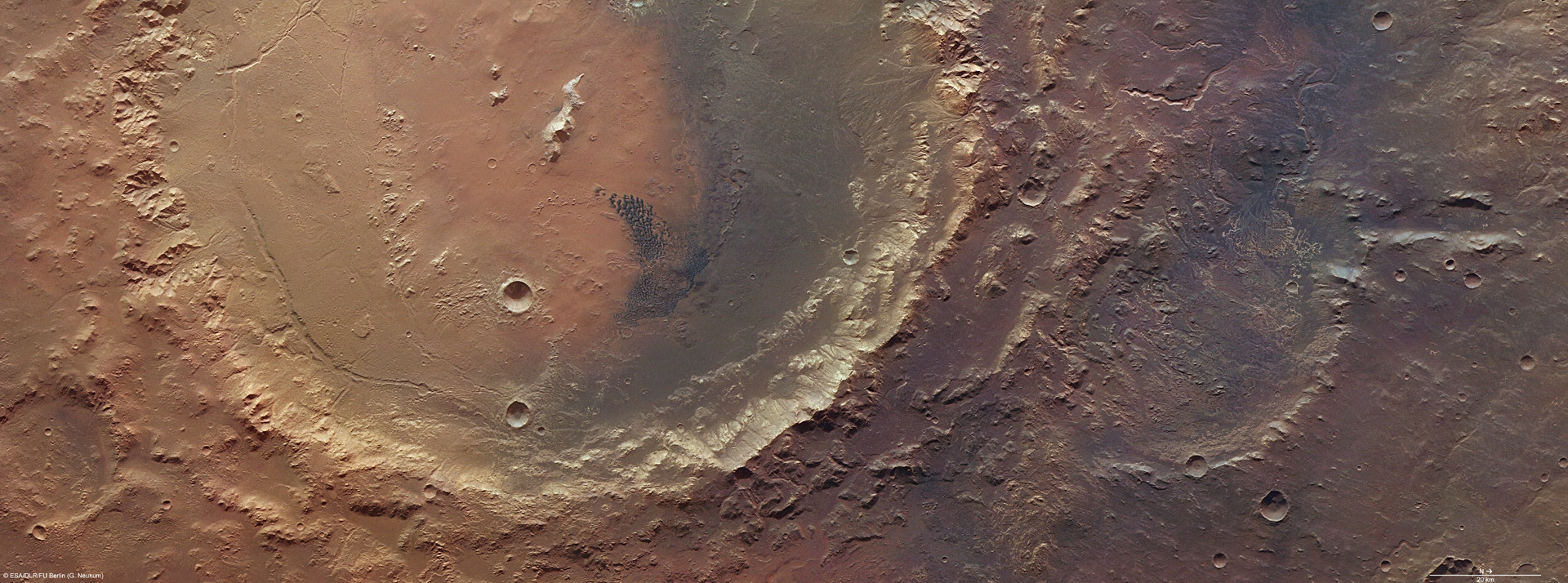
Kratery Holden (większy, z lewej i w centrum zdjęcia) i Eberswalde (z prawej), w obiektywie kamery orbitera Mars Express

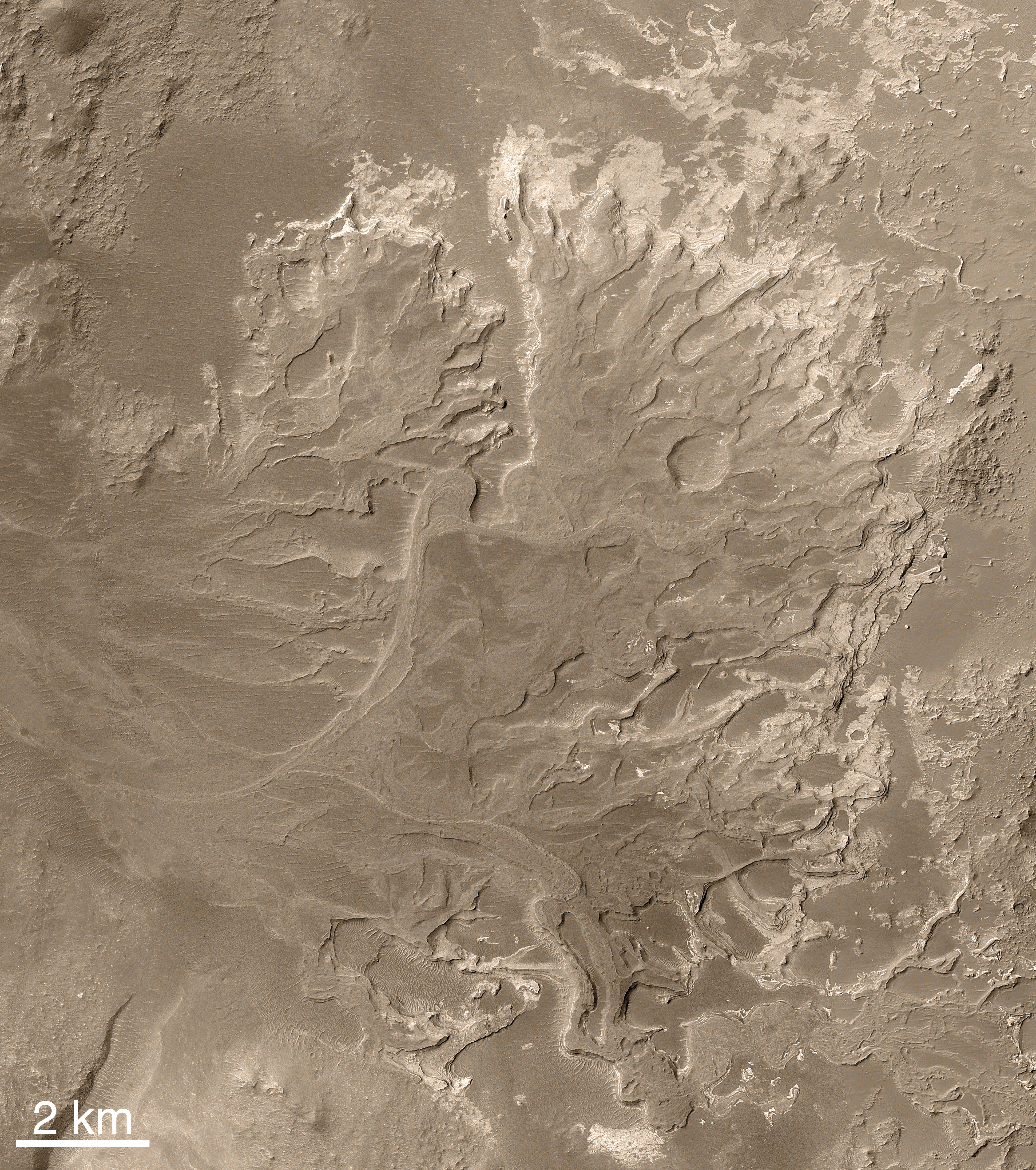
Delta rzeczna w kraterze

Krater Eberswalde znajduje się na obszarze Margaritifer Terra na południowych terenach wyżynnych na Marsie. Powstał ponad 3,7 miliarda lat temu, w okresie noachijskim historii Marsa. Został on częściowo pogrzebany przez materię wyrzuconą przez późniejsze uderzenie, które utworzyło sąsiedni krater Holden o ponaddwukrotnie większej średnicy. Dobrze zachowana jest tylko północno-wschodnia część obrzeża krateru.
Sonda Mars Global Surveyor dostarczyła zdjęć tego krateru w wysokiej rozdzielczości i pozwoliła odkryć nietypową strukturę geologiczną. W obrębie widocznej części krateru znajduje się delta rzeczna o powierzchni 115 km², którą w odległej przeszłości zasilały rzeki wpadające do krateru z wyżej położonych terenów. O pochodzeniu tej struktury świadczą także wykryte w jej obszarze minerały ilaste, powstałe w obecności wody. Osady delty w dawnym jeziorze zostały pogrzebane pod młodszymi osadami, przypuszczalnie pochodzenia eolicznego, które następnie uległy erozji. Efektem jest inwersja rzeźby – silniej skonsolidowane osady strumieni zasilających deltę okazały się odporniejsze od otaczających skał osadowych i są obecnie wyniesione ponad otaczający teren. Powstanie delty wymagało długotrwałego dopływu wód i świadczy o tym, że panujące wówczas na Marsie warunki środowiskowe drastycznie różniły się od współczesnych.
Ze względu na złożoną historię geologiczną i dostępność różnorodnych typów skał, w tym utworzonych w najstarszym okresie historii planety, krater Eberswalde był rozważany jako potencjalne miejsce lądowania dla misji Mars Science Laboratory, a następnie Mars 2020.